# Grabina (Karkonosze)
Grabina (750 m n.p.m.) – szczyt w Karkonoszach, w obrębie Lasockiego Grzbietu.
Grabina położona jest w północnej części Lasockiego Grzbietu, w krótkim bocznym grzbiecie odchodzącym od Łysociny ku północy, który kończy się właśnie Grabiną. Od zachodu, od Kowarskiego Grzbietu oddziela go dolina Jedlicy, a od wschodu, od masywu Sulicy, dolina Jeleniej Strugi. Obie doliny są głęboko wcięte i mają strome zbocza.
Zbudowana ze skał metamorficznych wschodniej osłony granitu karkonoskiego – głównie gnejsów z wkładkami amfibolitów.
Wierzchołek i stoki porośnięte górnoreglowymi lasami świerkowymi.
W zachodnim zboczu znajduje się wykuta w skale sztolnia dawnej kopalni uranu, w którym później urządzono sanatorium.